# Svenska Esso

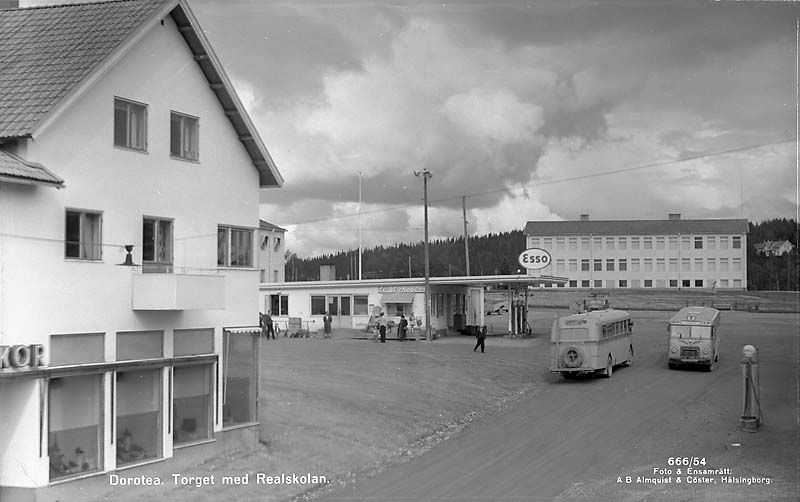
Esso-bensinstation vid torget i Dorotea, 1940

Esso-macken vid E18 i Bro, 1968

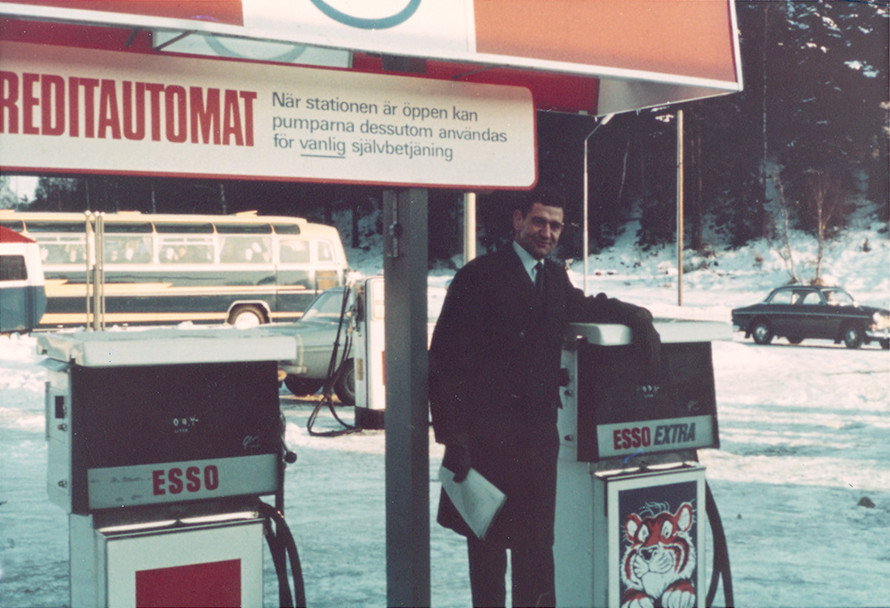
Invigning av en svensk Essoautomat.

Svenska Esso AB var ett svenskt oljebolag, som bildades 1934.
Företaget hade sitt ursprung i Krook, Åhrberg & Co, grundat i Stockholm på 1860-talet. År 1896 slogs detta företag samman med Falkman, Möller & Co i Göteborg för att bilda Krooks Petroleum och Olje AB. Första bolagsordningen antogs den 3 juni 1896..
Krooks Petroleum var generalagent för Standard Oil of New Jersey, som genom Det Danske Petroleums A/S skulle öka sitt ägande i företaget över tid. Den 12 april 1934 ändrades namnet till Svenska Petroleum AB Standard, när Krooks slogs samman med ett antal andra regionala oljebolag. Utöver Krooks uppgick Västkustens petroleumaktiebolag i Göteborg, Skånska petroleumaktiebolaget i Helsingsborg och Sydsvenska petroleumaktiebolaget i Malmö i bolaget.
År 1939 skyltades alla Standardstationer om till Esso, som var det varumärke Standard Oil använde i stora delar av världen och för sin utländska verksamhet. År 1951 ändrades även namnet till Svenska Esso AB.
Tillsammans med Fosfatbolaget och Mo och Domsjö AB etablerade Svenska Esso den petrokemiska industrin i Stenungsund med produktionsstart 1963. Esso uppförde anläggningens kärna, krackeranläggningen.
År 1982 började Standard Oil of New Jersey, då namnändrat till Exxon, avveckla sin verksamhet i Sverige, när Esso Motorhotell såldes till Scandic Hotels. Kort därefter såldes Primus-Sievert till företagets vd. Den 26 mars 1985 meddelades det att Svenska Esso hade sålts till norska Statoil. Affären godkändes av den svenska regeringen i december samma år och kunde genomföras den 1 januari 1986. Under 1986 och 1987 skyltades stationerna om till Statoil.